# 鄭潛
鄭潛（？年—？年），字？，福建省興化府莆田縣人，站籍，治《書經》，年歲中式洪武四年辛亥科第三甲第三十九名進士。會試中式第一百六十六名。授縣丞。